# Ludovic Chaix
Pour les articles homonymes, voir Chaix (homonymie).
 (octobre 2013).
Ludovic Chaix, né le 21 octobre 1971, est un entraîneur français de rugby à XV et de rugby à sept.

## Biographie
En tant qu'entraîneur, il prend notamment en charge pendant sa carrière l'équipe de France de rugby à sept pour des tournois mineurs,, tels que le tournoi de Split dans le cadre des FIRA European Sevens 2009. Il a également été en poste au sein de l'équipe nationale de Côte d'Ivoire, et du Gap HAR en Fédérale 3.
Il est en 2017 entraîneur et préparateur physique du XV du Manouche l'équipe de rugby de Kedge BS Marseille.[réf. nécessaire]